# گروه هالکرو
گروه هالکرو (انگلیسی: Halcrow Group) شرکت ساخت‌وساز بریتانیایی است، که در سال ۱۸۶۸ تأسیس شد.